# Queen’s Blade Rebellion
A Queen’s Blade Rebellion (クイーンズブレイド リベリオン; Kuínzu Bureido Riberion; Hepburn: Kuīnzu Bureido Riberion) játékkönyvsorozat (visual combat book), melyet a Hobby Japan adott ki. A Queen’s Blade alapsorozat folytatása számos új szereplővel és az eredeti sorozat szereplőinek újragondolt változataival. Az alapsorozathoz hasonlóan a Rebellion is összeegyeztethető a Flying Buffalo Lost Worlds játékkönyvsorozatával. Az első könyv a főszereplő Annelotte-tel 2008. november 29-én jelent meg, és 2011. december 16-áig egy összesen tizenkét könyvből álló sorozatot jelentettek meg Japánban.
A könyvsorozat alapján egy kétrészes, összeállításonként 40 perces OVA animefeldolgozás készült az Arms stúdió gyártásában. Az első összeállítás 2011. október 29-én, a második 2012. január 28-án jelent meg DVD-n a Queen’s Blade-kézikönyvekhez csatolva. Két, Rebellion-univerzumon alapuló mangasorozat is megjelent, az egyiket Queen's Blade Rebellion: Aoarasi no himekisi címmel Nanzaki Iku rajzolta és a Comp Ace-ben publikálták 2011 és 2012-ben, míg a másik, a Queen's Blade Rebellion: Zero rajzolója Szagara Riri és a Hobby Japan online mangamagazinjában, a Comic Danganban publikálták 2011-től 2013-ig. Egy televíziós animesorozat az Arms gyártásában 2012. április 3-án indult az AT-X-en, és tizenkét epizódon át futott 2012. június 19-éig. A premiervetítés után néhány nap eltéréssel a Tokyo MX, a Chiba TV, a Sun Television és a BS11 is bemutatta, azonban míg az AT-X cenzúrázatlanul, addig a többi televízióadó erősen cenzúrázva vetítette. Az animét Észak-Amerikában a Sentai Filmworks licencelte.

## Cselekmény
A Queen’s Blade eseményei után Gainos és az egész kontinens Claudette, a viharkirálynő és az utolsó Queen’s Blade-bajnokság győztese (Leina lemondott javára a címről) zsarnoki uralma alá került. Annelotte, egy bátor, fiatal lovag és száműzött hercegnő a Lázadó Hadsereg (Rebel Army) nevű lázadókból álló bandát vezetve meg akarja dönteni Claudette hatalmát és helyreállítani a rendet és a békét a kontinensen.

## Új szereplők

### Lázadó Hadsereg

#### Annelotte Kreutz
Szinkronhangja: Endó Aja  (japán), Vibe Jones (angol)
Annelotte Kreutz, a felkelés hercegnő lovagja (叛乱の騎士姫 アンネロッテ・クロイツ; Hanran no kisihime Annelotte Kreutz / Hanran no kisihime Annerotte Kuroicu; Hepburn: Hanran no kishihime Annelotte Kreutz / Hanran no kishihime Annerotte Kuroitsu) a Lázadó Hadsereg karizmatikus vezetője. Korábban apja, Kreutz őrgróf (クロイツ辺境伯; Kreutz henkjóhaku / Kuroicu henkjóhaku; Hepburn: Kreutz henkyōhaku / Kuroitsu henkyōhaku) lovagjainak tagja volt és Alphonse Kreutz (アルフォンス・クロイツ; Arufonszu Kuroicu; Hepburn: Arufonsu Kuroitsu) néven fiúként nevelték a család örökösének. A tragédia azonban bekövetkezett, amikor Claudette királynő erői lerombolták kastélyát. A királynő bérgyilkosai elől menekülve, a sebesült Annelottét a Tündék Erdejében Alleyne befogadta és ápolta. Később a tünde tanítványa lett, aki megtanította a valódi kardforgatásra. Annelottét fűtötte a bosszúvágy elesett bajtársaiért, ezért hasonló sorsú női harcosok csoportjával megalakította a Lázadók Hadseregét, hogy megkísérelje megdönteni a királynő hatalmát.
A Bitósi szenki képeskönyvből és magából a játékkönyvből kiderül, hogy félig démon, és amikor a határait feszegeti, átalakul démoni formájába, ami annyiban különbözik, hogy ekkor fekete haja, hegyes füle, sápadt bőre és vörös szemei vannak. Ezüst páncélja is aranyszínűvé válik, hogy tükrözze ezt a változást, és ebben az állapotban elég erős ahhoz, hogy eltiporja Elinát, Ymirt és Mirimet, de elveszti minden józan érzékét, és őrjöngeni kezd, s nem tudja megkülönböztetni a barátot az ellenségtől. Démoni ereje lehetővé teszi, hogy megidézze az alvilágból Ambrosius (アンブロウシス; Anburósiszu; Hepburn: Anburōshisu) nevű spektrális paripáját. Harc közben Grim Venus (グリム・ヴィナス; Hepburn: Gurimu Vinasu) nevű pallosát forgatja, ami varázserejének köszönhetően, tetszés szerint lándzsává alakítható. Annelottét démoni állapotában a „Megszállott lovag”-ként (狂騎士; Kjó kisi; Hepburn: Kyō kishi) ismerik.
A Queen's Blade Rebellion anime-adaptáció visszaemlékezéseiből sejthető, hogy Annelotte Aldra rég elveszett nővére, hiszen egy rá hasonlító fehér hajú alakot láthatunk az utóbbival sétálni, továbbá Annelotte ugyanúgy féldémon, mint Aldra. Ezt végül a Bitósi szenki képeskönyv harmadik kötete erősíti meg, amiben újra találkoznak és emlékeznek múltjukra. Annelotte hivatalos angol neve Princess Knight Annelotte, és szójáték a démon Astaroth nevéből.
Annelottét Eiva alkotta meg.

#### Yuit és Vante
Szinkronhangja: Csihara Minori (Yuit) és Takagucsi Jukiko (Vante)  (japán), Zoe Martin (Yuit) és Jessica Paquet (Vante) (angol)
Yuit, az alkímiai stratéga (錬金軍師 ユイット; Renkin gunsi Yuit / Renkin gunsi Juitto; Hepburn: Renkin gunshi Yuit / Renkin gunshi Yuitto) egy fiatal lány a kis tündék törzséből és a Lázadó Hadsereg taktikusa. Annelotte gyerekkori barátja, akit „nagy testvérként” emleget. Yuit Cyan, a legendás alkimista lánya, és jó barátja a fegyverkovács Cattleyának. Zseniális IQ-ja ellenére gyakran úgy viselkedik, mint egy elkényeztetett gyerek. Vante, az alkímiai acélnő (錬金鋼人 ヴァンテ; Renkin kódzsin Vante; Hepburn: Renkin kōjin Vante) egy tündeszerű felhúzható automata, amelyet Yuit anyja, Cyan épített, és Yuit egy folyamatosan magánál tartott távirányítóval irányít. A parancsokat rúnák formájában írja a távirányítóra és Vante azok szerint cselekszik, emiatt Vante könnyen rossz kezekbe kerülhet, ha ellopják a távirányítóját. Kettejük hivatalos angol elnevezése Alchemy Miracle (錬金の奇跡; Renkin no kiszeki; Hepburn: Renkin no kiseki).
Yuitet és Vantét az Ókami to kósinrjó mangakája, Koume Keito illusztrálta.

#### Tarnyang és Sainyang
Szinkronhangja: Tomacu Haruka (Tarnyang) és Sindó Kei (Sainyang)  (japán), Eva Christensen (Tarnyang) és Jaime Maelor (Sainyang) (angol)
Tarnyang és Sainyang, a mágia ikermesterei (対魔師 ターニャン と サイニャン; Taimasi Tarnyang to Sainyang / Taimasi Tánjan to Szainjan; Hepburn: Taimashi Tarnyang to Sainyang / Taimashi Tānyan to Sainyan) ikertestvérek a Mandzsúria-szerű Shai-Fang (シャイファン; Saifan; Hepburn: Shaifan) országából, a kontinens meredek és felhős hegyekkel körülvett, elszigetelt régiójából. Ők olyan ördögűzők vérvonalából származnak, akik generációk óta viselik a falujuk védelmének felelősségét, és a Ryu-Rin-Ren (龍麟連; Rjúrinren; Hepburn: Ryūrinren) nevű elszakíthatatlan zsinór köti össze őket, amelyet a nyakuk köré tekernek. Tarnyang és Sainyang elindultak egy külvilági utazásra, hogy visszahozzák a Gosintait (ご神体; Hepburn: Goshintai, ’Isten szent teste’), egy titokzatos isteni védelmet, amely egykoron meleg és békés országgá tette Shai-Fangot. Később kiderül, hogy ez a Gosintai valójában egy ember, egy lány, akit a „Sárkány gyermekének” (龍の子; Rjú no ko; Hepburn: Ryū no ko) hívnak, és Shai-Fangban istenszerű erővel rendelkező lénynek tartják.
Tarnyang, az idősebb nővér, egy szent kard-használó, és egy csiant forgat. Erős akaratú, de vidám személyiség. Sainyang, a fiatalabb nővér, kettejük közül a hallgatagabb (csak a nővére fülébe suttog), aki a mágiához hasonló, titokzatos erővel rendelkező művészeteket tud használni, de azok gyakran szertefoszlanak, és nagyon gyengék, ezért nem túl hasznosak a csatában. Bár Tarnyang mindig panaszkodik Sainyangnak, testvérek, akiket mély kötelék köt össze. Kombinált támadásuk a Dupla sárkány formáció (双龍陣; Szórjúdzsin; Hepburn: Sōryūjin). Kombinált technikáik a mitikus sárkányok neveit viselik. A Szellemsárkány (Sinrjú) üvöltése egy erős hang, amelyet Sainyang kiereszt, amikor Tarnyang energiát önt belé; a Repülő sárkány (Hirjú) örvénye egy forgó mozdulat, ahol Tarnyang meglendíti Sainyangot, a Folyami sárkány (Kórjú) mennydörgő ágyúja pedig egy energiakisülés, Tarnyang képességeit használva médiumként. Hivatalos angol nevük Twin Taimashi Tarnyang and Sainyang.
Tarnyang és Sainyang megalkotója Nakano Tomokazu.

#### Mirim
Szinkronhangja: Tojoszaki Aki  (japán), Brittany Lauda (angol)
Mirim, a hipervibrációs valkűr (超振動戦乙女 ミリム; Csósindó ikusza otome Mirim / Csósindó ikusza otome Mirimu; Hepburn: Chōshindō ikusa otome Mirim / Chōshindō ikusa otome Mirimu) szegény parasztlány Wasilica (ワシリカ; Vasirika; Hepburn: Washirika) falujából, aki a Fővárosban próbál pénzt keresni. Ymir a „legerősebb projektjéhez” magával viszi, mint tesztalanyt és magas fizetés ígéretével a Királynő Hadseregének tagja lesz. Ymir az újonnan kifejlesztett hipervibrációs páncéllal, az Infinite Slasher (インフィニット・スラッシャー; Infinitto Szurassá; Hepburn: Infinitto Surasshā) nevű, láncfűrész-szerű pengével ellátott hipervibrációs karddal és a hipervibrációs pajzzsal szereli fel, mindegyiket a hipervibrációs kristály erejével működtetve. Annak ellenére, hogy megkapta a páncélt és a fegyvereket, s ezáltal hatalmas erőre tett szert, Mirim gyenge akaratú és könnyen befolyásolható. Végül elhagyja a Királynő Hadseregét és csatlakozik a Lázadó Hadsereghez, miután Ymir megpróbálja elpusztítani szülőfaluját, hogy megbüntesse a falu lakóit, amiért Annelotténak menedéket nyújtottak. Ő is nővérének (お姉様; Hepburn: Onee-sama) szólítja Annelottét.
Mirim neve Mimir skandináv mitológiai alak nevéből származik, továbbá páncélja valkűr motívumokat hordoz. Curugi Hagane alkotta meg.

#### Lunaluna
Szinkronhangja: Szakurai Harumi  (japán), Evelyn Lantto (angol)
Lunaluna, a holdfénytáncos (月影の踊り手 ルナルナ; Gecuei no odorite Lunaluna / Gecuei no odorite Runaruna; Hepburn: Getsuei no odorite Lunaluna / Getsuei no odorite Runaruna) a déli dzsungelekben élő Calibara (カリバラ; Karibara) törzs tagja. A Calibara törzs egykor a vad tündék riválisa volt, de az ellenségeskedés mára többnyire alábbhagyott. Lunaluna törzsének a legerősebb harcosa, és őrzője a falu szent helyének, a történelmi romoknak, ahol a „Nagy erőt” (大いなる力; Óinaru csikara; Hepburn: Ōinaru chikara) tartják elzárva. Lunaluna a betolakodókat néha lenyűgöző tánccal vagy haláltánccal köszönti. Később kiderül, hogy ez a „Nagy erő” a Bligh Mennyei Géperőd (神機要塞ブライ; Sinki Jószai Burai; Hepburn: Shinki Yōsai Burai), egy hatalmas mobil erőd, amelyet Yuit anyja, Cyan is keresett egykor. Lunaluna egyszerre rendelkezik harcos bátorsággal és ártatlan, kislányos jellemmel, és harci tánca a kettő keveréke. Négy, a hajából kinyúló csáp segítségével küzd, bőre és szeme színe a személyiségével és harci stílusával együtt változik. Amikor világos bőrű, ártatlan alakjában van, a Napfénytáncos (太陽の踊り手; Taijó no odorite; Hepburn: Taiyō no odorite) néven ismert, és ekkor jön elő romantikus oldala. Sötét bőrű Holdfénytáncos (月影の踊り手; Gecuei no odorite; Hepburn: Getsuei no odorite) alakja erőszakosabb és gátlástalanabb, de egyben érettebb is. Lunaluna képes megfiatalítani a kopár földet, öngyógyító képességgel és magas szintű gyógynövényismerettel rendelkezik. Yuithez hasonlóan, de gúnyból, ő is nagy testvérnek (おにいさん; onii-szan; Hepburn: onii-san) szólítja Annelottét. Az animében Lunaluna egy látomás miatt Annelottét hitte jövendőbelijének és csalódik, amikor megtudja, hogy Annelotte valójában nő, de végül elfogadja választottjának és követi őt.
Lunalunát F.S. alkotta meg.

#### Sigui
Szinkronhangja: Kobajasi Jú  (japán), Rebecca Kim (angol)
Sigui, az inkvizítor (異端審問官 シギィ; Itansinmonkan Sigui; Hepburn: Itanshinmonkan Sigui)

### Királynő Hadserege

#### Branwen
Szinkronhangja: Inoue Kikuko  (japán), DD Montgomery (angol)
Branwen, a fogoly sárkányharcos (囚われの竜戦士 ブランウェン; Tovare no rjúszensi Branwen / Tovare no rjúszensi Buranven; Hepburn: Toware no ryūsenshi Branwen / Toware no ryūsenshi Buranwen)

#### Laila
Szinkronhangja: Szató Szatomi  (japán), Rebecca Kim (angol)
Laila, az isteni büntetés végrehajtója (神罰の執行者 ライラ; Sinbacu no sikkósa Laila / Sinbacu no sikkósa Raira; Hepburn: Shinbatsu no shikkōsha Laila / Shinbatsu no shikkōsha Raira)

### Semleges szereplők

#### Eilin
Szinkronhangja: Mimori Szuzuko  (japán), Veronica Meunch (angol)
Eilin, az ékkőhercegnő (宝石姫 エイリン; Hószekihime Eilin / Hószekihime Eirin; Hepburn: Hōsekihime Eilin / Hōsekihime Eirin)

#### Izumi
Szinkronhangja: Kotobuki Minako  (japán), Jessi Nowack (angol)
Izumi, a háború istenének szamurája (戦神の侍 イズミ; Szensin no szamurai Izumi; Hepburn: Senshin no samurai Izumi)

#### Liliana
Szinkronhangja: Itó Sizuka  (japán), Marta Vital (angol)
Liliana, a nagy kalózkapitány (大海賊 キャプテン・リリアナ; Daikaizoku Captain Liliana / Daikaizoku Kjaputen Ririana; Hepburn: Daikaizoku Kyaputen Ririana)

#### Werbellia
Szinkronhangja: Minagava Junko  (japán)
Werbellia, a lápi boszorkány (沼地の魔女 ウェルベリア; Numacsi no madzso Werbellia / Numacsi no madzso Veruberia; Hepburn: Numachi no majo Werbellia / Numachi no Majo Weruberia)

## Médiamegjelenések

### Játékkönyvek
A Queen’s Blade Rebellion sorozat a következő 12 játékkönyvet tartalmazza, amelyeket olyan ismert művészek illusztráltak, mint Koume Keito és Eiva.
|    | Cím | Kiadás dátuma        | Oldalszám | ISBN                                           | Illusztrátor                   |
| 1  | Hanran no kisihime Annelotte (叛乱の騎士姫 アンネロッテ; Hanran no kishihime Annelotte)                            | 2008. november 29.   | 64        | 978-4-89425-792-4                              | Eiva (えぃわ)                  |
| 2  | Csósindó ikusza otome Mirim (超振動戦乙女 ミリム; Chōshindō ikusa otome Mirim)                                     | 2009. április 18.    | 64        | 978-4-89425-856-3                              | Curugi Hagane (蔓木 鋼音)      |
| 3  | Renkin no kiszeki Yuit & Vante (錬金の奇跡 ユイット＆ヴァンテ; Renkin no kiseki Yuit & Vante)                      | 2009. augusztus 31.  | 64        | 978-4-89425-895-2 978-4-89425-896-9 (limitált) | Koume Keito (小梅 けいと)      |
| 4  | Taimasi Tarnyang to Sainyang (対魔師 ターニャンとサイニャン; Taimashi Tarnyang to Sainyang)                        | 2009. szeptember 26. | 64        | 978-4-89425-937-9                              | Nakano Tomokazu (中野 友和)    |
| 5  | Itansinmonkan Sigui (異端審問官 シギィ; Itanshinmonkan Sigui)                                                      | 2009. november 28.   | 64        | 978-4-89425-951-5                              | Odanon (織田non)               |
| 6  | Gecuei no odorite Lunaluna (月影の踊り手 ルナルナ; Getsuei no odorite Lunaluna)                                    | 2010. január 16.     | 64        | 978-4-89425-977-5                              | F.S                            |
| 7  | Hószekihime Eilin to kótecu szanbó Ymir (宝石姫エイリンと鋼鉄参謀ユーミル; Hōsekihime Eilin to kōtetsu sanbō Ymir) | 2010. április 30.    | 64        | 978-4-7986-0037-6                              | Hiiro Juki (緋色 雪)           |
| 8  | Sókansi Aldra (召喚士 アルドラ; Shōkanshi Aldra)                                                                   | 2010. július 31.     | 64        | 978-4-7986-0051-2 978-4-7986-0039-0 (limitált) | Kantaka (かんたか)             |
| 9  | Daikaizoku Captain Liliana (大海賊 キャプテン・リリアナ)                                                           | 2011. február 10.    | 64        | 978-4-7986-0177-9                              | Moriszava Harujuki (森沢 晴行) |
| 10 | Tovare no rjúszensi Branwen (囚われの竜戦士 ブランウェン; Toware no ryūsenshi Branwen)                             | 2011. február 10.    | 64        | 978-4-7986-0176-2                              | Odanon (織田non)               |
| 11 | Sinbacu no sikkósa Laila (神罰の執行者 ライラ; Shinbatsu no shikkōsha Laila)                                       | 2011. július 29.     | 64        | 978-4-7986-0258-5                              | Akaga Hirotaka (赤賀 博隆)     |
| 12 | Szensin no szamurai Izumi (戦神の侍 イズミ; Senshin no samurai Izumi)                                              | 2011. december 16.   | 64        | 978-4-7986-0330-8                              | Kúcsú Jószai (空中 幼彩)       |

### Anime

#### OVA
A Rebellion első anime-feldolgozása egy kétrészes OVA, ami a Queen’s Blade Premium Visual Book és a Queen’s Blade Rebellion Premium Visual Book kézikönyvekhez csatolva jelent meg DVD-n. Az OVA-k a Rebellion előzményeként szolgálnak és a Queen’s Blade: Ucukusiki tósitacsi eseményei után játszódnak. Az OVA-k az Arms gyártásában készültek, rendezőjük Morino Jószei, írójuk Sirane Hideki és Itó Micsiko volt, zenéjüket Jokojama Maszaru szerezte. A szereplőket Rin-Sin, Nogucsi Takajuki és Isibasi Jukiko alkotta meg. Az első OVA-összeállítás 2011. október 29-én, a második 2012. január 28-án jelent meg. Mindkét összeállítás 40 perc hosszúságú és két részre bonthatók: 20 perc a Rebellion azon szereplőinek történeteit mutatja be, akik az alapsorozatban nem jelentek meg, újabb 20 percben pedig Alleyne és Sigui ad magánórákat.

#### Televíziós anime
A Rebellion televíziós animesorozatát 2011. október 22-én jelentették be, és 2012. április 3-án indult az AT-X-en, és tizenkét epizódon át futott 2012. június 19-éig. A premiervetítés után néhány nap eltéréssel a Tokyo MX, a Chiba TV, a Sun Television és a BS11 is bemutatta, azonban míg az AT-X cenzúrázatlanul, addig a többi televízióadó erősen cenzúrázva vetítette. Az animesorozat is az Arms gyártásában készült, rendezője szintén Morino Jószei, írója Sirane Hideki volt, zenéjét pedig ismét Jokojama Maszaru szerezte. A szereplők megalkotásában ismét Rin-Sin, Nogucsi Takajuki és Isibasi Jukiko működött közre. Japánban hat DVD- és Blu-ray-kötetben adta ki a Media Factory 2012. június 27. és 2012. november 28. között. Mindegyik DVD/BD-kötet tartalmaz egy-egy rövid OVA-epizódot, melyek a Genkai toppa de miecsau no!? (限界突破で見えちゃうの; Hepburn: Genkai toppa de miechau no!?; angol: What Will It Look Like If It Smashes Through Restrictions!?) címet viselik. A kötetekhez járt egy különleges CD audiodrámákkal, filmzenékkel és más ráadás tartalmakkal.
Angol nyelvterületen a Crunchyroll 2012. április 12-étől a japánnal egyidejű vetítést biztosított. Az animét Észak-Amerikában a Sentai Filmworks licencelte 2012-ben. Az anime a Crunchyroll mellett az Anime Network streamingjén is bemutatásra került. A Section23 Films eredetileg 2013. június 9-én kívánta megjelentetni a sorozatot Észak-Amerikában DVD-n és BD-n egyaránt (mindkettő esetében 2 zenei CD-vel), a kiadást azonban 2013. szeptember 24-re kellett halasztani.
A sorozat nyitótémája az Inocsi no uta ga kikoeru (命のうたが聞こえる; Hepburn: Inochi no uta ga kikoeru) Tamura Naomitól, míg a zárótéma a future is serious Kobajasi Aikától. Mindkét dal kislemeze 2012. április 25-én jelent meg a Media Factory kiadásában.

### Manga
Két, Rebellion-univerzumon alapuló mangasorozat is megjelent. A Queen's Blade Rebellion: Aoarasi no himekisi (クイーンズブレイド リベリオン ～青嵐の姫騎士～; Kuínzu Bureido Riberion: Aoarasi no hime kisi; Hepburn: Queen's Blade Rebellion: Aoarashi no hime kishi / Kuīnzu Bureido Riberion: Aoarashi no hime kishi; angol címén Queen's Blade Rebellion: Princess Knight of the Blue Storm) című sorozatot Nanzaki Iku (a Queen’s Blade: Hide & Seek szerzője) rajzolta és a Kadokawa Shoten Comp Ace mangamagazinjában publikálták. Az első fejezet a 2011 decemberi számban jelent meg, amelyet 2011. október 26-tól értékesítettek, míg a záró, 12. fejezet a 2013 januári számban, amely 2012. november 26-tól volt kapható. Az első tankóbon kötet 2012. március 21-én, a második 2013. január 23-án jelent meg.
Egy másik mangaadaptáció, a Queen’s Blade Rebellion: Zero (クイーンズブレイド リベリオン:ZERO; Kuínzu Bureido Riberion: ZERO; Hepburn: Kuīnzu Bureido Riberion: ZERO) rajzolója Szagara Riri és a Hobby Japan heti megjelenésű online mangamagazinjában, a Comic Danganban publikálták 2011. december 2-ától. A Zero a Rebellion előtörténete és Annelotte életére fókuszál, mielőtt Claudette elfoglalta volna a trónt, de eredeti Queen’s Blade-szereplők is megjelennek benne. Az utolsó, 13. fejezet 2013. március 29-én jelent meg. Az egyes fejezeteket három tankóbon kötetbe gyűjtve adta ki a Hobby Japan Dangan Comics márkája alatt 2012. április 2-án, 2012. október 27-én és 2013. április 27-én.

### Egyéb
A Queen’s Blade Rebellion egy light novel-adaptációja Kodacsi Ukjó tollából 2009. június 30-án jelent meg a Hobby Japan HJ Bunko márkája alatt.
Egy képeskönyv-sorozatot (visual book) Queen’s Blade Rebellion: Bitósi szenki (クイーンズブレイド リベリオン 美闘士戦記; Kuínzu Bureido Riberion: Bitósi szenki; Hepburn: Queen’s Blade Rebellion: Bitōshi senki / Kuīnzu Bureido Riberion: Bitōshi senki) címmel adott ki a Hobby Japan. A könyvek a Hobby Japan médiaoldalán, a Hobby Channelen megjelent illusztrált történetek gyűjteményei, kiegészítve új anyagokkal. Az első könyv, amelyet Macu Tomohiro írt és Curugi Hagane és Eiva illusztrált, 2009. szeptember 26-án jelent meg. A könyv limitált kiadásához egy dráma CD-t is mellékeltek. A második könyv Queen’s Blade Rebellion: Bitósi szenki gekidóhen (クイーンズブレイド　リベリオン　美闘士戦記 激動編; Kuínzu Bureido Riberion: Bitósi szenki gekidóhen; Hepburn: Queen’s Blade Rebellion: Bitōshi senki gekidōhen / Kuīnzu Bureido Riberion: Bitōshi senki gekidōhen) címmel, Macu Tomohiro írásában és Eiva illusztrálásában, 2010. október 5-én jelent meg. A harmadik könyvet Queen’s Blade Rebellion: Bitósi szenki kesszenhen (クイーンズブレイド　リベリオン　美闘士戦記 決戦編; Kuínzu Bureido Riberion: Bitósi szenki Bitósi szenki kesszenhen; Hepburn: Queen’s Blade Rebellion: Bitōshi senki kessenhen / Kuīnzu Bureido Riberion: Bitōshi senki kessenhen) címmel Okita Eidzsi írta, illetve Odanon és Eiva illusztrálta, és 2012. július 28-án adták ki.
Egy művészeti könyv (artbook) Queen’s Blade: Vanquished Queens (クイーンズブレイド ヴァンキッシュド・クイーンズ; Kuínzu Bureido: Vankissudo Kuínzu; Hepburn: Kuīnzu Bureido: Vankisshudo Kuīnzu) címmel, az eredeti művészek különböző illusztrációival, 2011. augusztus 31-én jelent meg a Hobby Japan kiadásában. A könyv bemutatja a harcosok valószínűleg elvetett forgatókönyveit a Queen’s Blade és a Queen’s Blade Rebellion történetekből. A második művészeti könyvet, a Queen’s Blade: Vanquished Queens 2-t (クイーンズブレイド ヴァンキッシュド・クイーンズ 2; Kuínzu Bureido: Vankissudo Kuínzu 2; Hepburn: Kuīnzu Bureido: Vankisshudo Kuīnzu 2) 2012. november 30-án adta ki a Hobby Japan.
Az animesorozathoz egy kalauz (guidebook) is megjelent Queen’s Blade Rebellion Complete (クイーンズブレイド リベリオン コンプリート; Kuínzu Bureido Riberion Konpuríto; Hepburn: Kuīnzu Bureido Riberion Konpurīto) címmel, a Hobby Japan kiadásában 2012. augusztus 22-én.

## Fogadtatás
Theron Martin, az Anime News Network kritikusa az anime Blu-ray-kiadásának ismertetőjében elmondta, hogy ennél a sorozatnál nem számít a történet és a karakterfejlődés, mivel az emberek nem ezért nézik, hanem azért a „rajzolt fanservice fesztiválért”, amiben a Rebellion még előzményénél (az alap animesorozatnál) is erősebb. A történetet homályosnak nevezte, amelyből sok időt vesz el a főszereplő kóborlása, s bár néhány nagyobb csavar történik az utolsó pár epizódban, ezzel nem indokolható a motiváció és az iránymutatás hiánya a sorozat többi részében. A sorozat befejezését inkább egy évadközi szünetnek érezte, semmint végkifejletnek, miközben kérdéses, hogy kap-e valaha folytatást. Martin dicsérte a szereplők megjelenését és az animációt a fanservice-jeleneteknél, azonban az akciójelenetekből hiányolta az izgalmat és a dinamizmust és a zenei aláfestést sem találta olyan hatásosnak, mint az alap animesorozat esetében.
A T.H.E.M Anime Reviews kritikusa 5-ből 2 csillagot adott adott az animesorozatnak és folytatásként kiábrándítónak találta. A kritikus szerint folytatni kellene az animét, de nem biztos abban, hogy „ebből sok jó kihozható lenne”. Pozitív aspektusként kiemelte, hogy az alapsorozat szereplői időnként felbukkannak, de kritizálta, hogy a jól megrajzolt fanservice-jelenetekkel ellentétben a harcjelenetekről már nem mondható el ugyanez.
A TheCinemaholic kritikusa kedvelte, hogy ezúttal nem egy bajnokság áll a történet középpontjában, hanem egy korrupt uralkodó elleni harc, amiben sokkal több potenciált látott. Hozzátette azonban, hogy a sorozat a túl lassú tempójával és sok helyre kalandozó történetével nem váltotta be várakozásait. Elmondta, hogy ritka az olyan anime – különösen ebben a műfajban – ami ennyire cselekmény-vezérelt lenne, de az ígéretes kezdet után, a szükséges karakterfejlődés hiánya miatt visszatér az alapsorozat első évadának tónusához. Dicsérte az alapsorozatnál komolyabb technikai megvalósítást, a zenei aláfestést és az élvezhetőbb harcjeleneteket. Összességében 10/6,5 pontra értékelte a Rebelliont a benne rejlő potenciál miatt, de hosszabb műsoridő és a történet szempontjából nem jelentős szereplők mellőzése esetén pozitívabban értékelte volna.